# Barátnőt felveszünk
A Barátnőt felveszünk (eredeti cím: No Hard Feelings) 2023-ban bemutatott amerikai filmvígjáték, amelyet Gene Stupnitsky rendezett. A főbb szerepekben Jennifer Lawrence, Andrew Barth Feldman, Laura Benanti, Natalie Morales, Matthew Broderick látható.
Az Egyesült Államokban 2023. június 23-án, míg Magyarországon 2023. június 22-én mutatták be.

## Cselekmény
A 32 éves Maddie Barker, Montaukban dolgozó Uber-sofőr és csapos csődeljárás előtt áll, miután az autóját lefoglalták, és megpróbálta kifizetni az édesanyjától örökölt háza után fizetendő ingatlanadót. Kétségbeesetten próbálja elkerülni az otthona elvesztését, ezért elfogad egy szokatlan hirdetést, amelyben új munkaadói, egy szülő-páros arra kérik, hogy "randizzon" 19 éves fiukkal, Percyvel. Percynek még nem volt tapasztalata a lányokkal, az ivással, a bulikkal vagy a szexszel, és a szülei azt remélik, hogy erősíteni tudják az önbizalmát, mielőtt ősszel a Princetoni Egyetemre járna.
Maddie megpróbálja elcsábítani Percyt az állatmenhelyen, ahol önkéntesként dolgozik, de miután felajánlja neki, hogy hazaviszi, a férfi tévesen azt hiszi, hogy a nő el akarja rabolni, és lefújja paprika spay-vel. Ennek ellenére beleegyeznek, hogy másnap randevúzni mennek. Maddie és Percy másnap este egy bárban találkoznak, majd meztelenül fürdőznek a tengerparton. Miközben a vízben vannak, egy csapat tinédzser ellopja a ruhájukat. Maddie meztelenül harcol velük, megijesztve Percyt, aki követeli, hogy vigyék haza. Maddie megpróbál nélküle távozni, mire a férfi meztelenül felugrik a kocsijára, miközben elmenekülnek a rendőrök elől. Maddie és Percy megpróbálnak szexelni, de Percy kiütést kap a szorongástól, ezért Maddie ápolja őt.
Maddie és Percy továbbra is randiznak, egyre többet osztanak meg egymással, és barátságot kötnek. Mindketten elárulják, hogy sosem jártak szalagavatóra, ezért egy szalagavató estét imitálnak, és elmennek egy puccos vacsorára. Ott Percy találkozik egy ismerőssel, aki meghívja őt egy partira. Miután Percy és Maddie összevesznek a hosszú távú terveikről, Percy elmegy a buliba, míg Maddie keresi őt, és megtalálja, miután bevett egy ibuprofént alkohollal. Percy bevallja Maddie-nek a szerelmét.
Percy véletlenül tudomást szerez Maddie és a szülei közötti alkuról. Miután meghívja a lányt vacsorára a szüleihez, az autóval nekicsapódik egy fának, majd véget vet a kapcsolatuknak. Maddie elviszi a megrongált autót, és kifizeti vele az adósságait, majd úgy dönt, hogy eladja a házat a barátainak, Jimnek és Sarah-nak, és Kaliforniába költözik. Percyvel egy princetoni összejövetelen találkozik újra, ahol megígérik, hogy barátok maradnak.
Később Maddie elviszi Percyt Princetonba, miközben ő maga Kaliforniába tart, és elárulja, hogy örökbe fogadta Milót, egy kokainfüggő egykori rendőrkutyát, aki abban a menhelyen élt, ahol Percy önkéntesként dolgozott.

## Szereplők
| Szerep         | Színész              | Magyar hang         |
| -------------- | -------------------- | ------------------- |
| Maddie Barker  | Jennifer Lawrence    | Földes Eszter       |
| Percy Becker   | Andrew Barth Feldman | Nagy Gereben        |
| Laird Becker   | Matthew Broderick    | Rudolf Péter        |
| Allison Becker | Laura Benanti        | Ligeti Kovács Judit |
| Sarah          | Natalie Morales      | Mikecz Estilla      |
| Jim            | Scott MacArthur      | Gémes Antos         |
| Gary           | Ebon Moss-Bachrach   | Makranczi Zalán     |
| Doug Khan      | Hasan Minhaj         | Fehér Tibor         |
| Jody           | Kyle Mooney          | Ágoston Péter       |
| Gabe Sawyer    | Zahn McClarnon       | Fekete Ernő         |

### Magyar változat
- Magyar szöveg: Tóth Tamás
- Hangmérnök: Tóth Péter Ákos
- Vágó: Sári-Szemerédi Gabriella
- Gyártásvezető: Gelencsér Adrienne
- Szinkronrendező: Dóczi Orsolya
- Produkciós vezető: Hagen Péter

A szinkront a Mafilm Audio Kft. készítette el

## A film készítése
2021 októberében jelentették be, hogy a Sony Pictures egy R-besorolású vígjáték-csomagot nyert meg Jennifer Lawrence és Gene Stupnitsky támogatásával az Apple, a Netflix és a Universal Pictures stúdiókkal szemben, hogy a filmet kizárólag a mozikban mutathassák be. Lawrence, Alex Saks, Marc Provissiero, Naomi Odenkirk és Justine Polsky producerként működnek közre, míg Stupnitsky John Phillips-szel közösen írta a forgatókönyvet.
A forgatás 2022 szeptember végén kezdődött New York különböző helyszínein, például Hempsteadben, Point Lookoutban, Lawrence-ben és Uniondale-ben. Egy hónappal később a produkció a Port Washingtonban található North Shore Animal League America nevű állatszállodában forgatott jeleneteket. A film forgatása még novemberben befejeződött.